# 임퍼스네이터

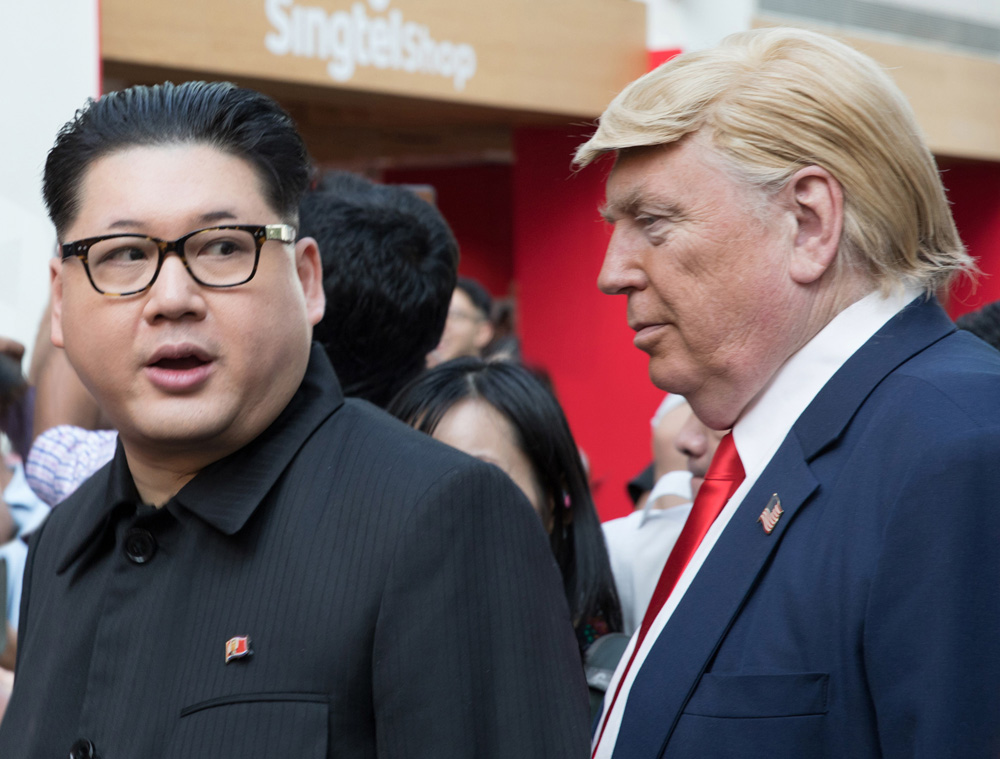
김정은(하워드 엑스)과 도널드 트럼프(데니스 앨런)의 임퍼스네이터. 2018년 북미정상회담 당시 모습.

임퍼스네이터(impersonator)는 다른 사람의 행동이나 행동을 모방하거나 복사하는 사람이다. 누군가를 사칭하는 데에는 여러 가지 이유가 있다.
- 살아있는 역사: 일부 역사적인 인물을 면밀히 연구한 후 공연자는 청중을 위해 그 인물처럼 옷을 입고 말할 수 있다. 그러한 역사적 해석은 마크 트웨인 투나잇(Mark Twain Tonight)과 같은 대본에 의한 극적인 공연일 수도 있다. 또는 캐릭터를 유지하면서 대본에 없는 상호작용을 할 수도 있다.
- 오락: "성대모사를 하는 사람"은 청중을 즐겁게 하기 위해 유명한 인물을 흉내낸다. 특히 인기 있는 가장 대상은 엘비스 프레슬리, 마이클 잭슨 및 마돈나이다. 엔터테인먼트를 위한 사칭의 다른 용도로는 남성 드래그 퀸(이전에는 "여성 사칭자"라고 불렸으나 현재는 시대에 뒤떨어진 용어로 간주됨)이 있다.
- 범죄: 신원 도용 등 범죄 행위의 일부. 이는 일반적으로 범죄자가 기밀 정보에 접근하거나 자신의 소유가 아닌 재산을 얻기 위해 사기 (법률)를 저지르기 위해 다른 사람의 신원을 사칭하려는 경우이다. 사회공학 (보안) 및 사기꾼으로도 알려져 있다.
- 그림자 무사는 정치 및 군사 인사를 보호하는 형태로 사용된다. 여기에는 관찰자를 오도하기 위해 공개 출연 중에 공연을 하도록 고용(또는 강제)하는 명의 도용자가 포함된다.
- 사회적, 사업적, 정치적 이익을 위해 불화를 일으키고 사람들이 서로 싸우거나 싫어하게 만든다.

## 같이 보기
- 성대모사
- 워너비 (동음이의)
- 신원 도용